# (202421) 2005 UQ513
(202421) 2005 UQ513, també escrit com a 2005 UQ513, és un objecte clàssic del cinturó de Kuiper amb una magnitud absoluta de 3,97.
Va ser descobert el 21 d'octubre de 2005 des de l'observatori Palomar, a Califòrnia. El descobriment es va anunciar l'1 de setembre de 2007 juntament amb el descobriment de 2003 UZ413, 2004 NT33, 2005 CB79, 2003 UY413 i 2005 CA79. El planetoide va rebre més tard el número de planeta menor 20242.

## Descripció i classificació
Té un diàmetre aproximat de 500 km. El seu espectre té una feble signatura d'absorció pel gel d'aigua. Com Quaoar, té un espectre molt vermell, que indica que la seva superfície probablement conté moltes molècules orgàniques complexes i processades. La seva corba de llum mostra variacions de Δm=0,3 mag, però no s'ha determinat cap període.
(202421) 2005 UQ513 té un periheli de 37,3 UA. El Minor Planet Center (MPC) el classifica com a cubewano mentre que el Deep Ecliptic Survey (DES) el classifica com a disc dispers. Tot i que dinàmicament hauria estat un bon candidat per ser membre de la família de col·lisions Haumea, donat el seu espectre vermell, no ho és.

## Distància
Des de desembre de 2018 es trobava a 48,0 ua del Sol. Arribarà al periheli el 2123.
S'ha observat 194 vegades en 14 oposicions amb imatges anteriors a l'any 1990.